# 微小管付随タンパク質
細胞生物学において、微小管付随タンパク質(びじょうかんふずいタンパクしつ、英:microtubule-associated proteins, 略:MAPs)は細胞骨格の微小管と相互作用するタンパク質の総称である。 微小管付随タンパク質(MAPs)は細胞とその内部構造の安定および細胞内の成分輸送に不可欠である。

## 機能
MAPsは微小管を構成するチューブリンサブユニットと結合し、その安定性を調節する。 多種多様なMAPsがさまざまな細胞型で特定されており、幅広い機能を実行することが知られている。 これらには、微小管の安定化と不安定化、微小管を特定の細胞位置に誘導すること、微小管を架橋すること、および細胞内の他のタンパク質と微小管の相互作用を媒介することが含まれている。
細胞内において、 MAPsは微小管のチューブリン二量体と直接結合する。 この結合は重合したチューブリンでも脱重合したチューブリンでも起こる。ほとんどの場合、微小管構造の安定化につながり、さらに重合を促進する。 通常の場合、チューブリンと相互作用するのは MAP の C 末端ドメインだが、N 末端ドメインは細胞小胞、中間径フィラメント、またはその他の微小管と結合する。 微小管とMAPsの結合はMAPsのリン酸化によって制御される。 これは、微小管親和性調節キナーゼ (MARK)の機能を通じて実現されます。 MAPの結合した微小管からの分離はMARKによるMAPのリン酸化により引き起こされる。この分離より通常、微小管が不安定化し、微小管が崩れる。 このようにして、MAPによる微小管の安定化は、細胞内でリン酸化を通じて制御される。